# 5 złotych wzór 1975
5 złotych wzór 1975 – moneta pięciozłotowa, wprowadzona do obiegu 3 lipca 1975 r. zarządzeniem z 21 czerwca 1975 r. (M.P. z 1975 r. nr 21, poz. 130), wycofana z dniem denominacji z 1 stycznia 1995 roku, rozporządzeniem prezesa Narodowego Banku Polskiego z dnia 18 listopada 1994 r. (M.P. z 1994 r. nr 61, poz. 541).
Pięciozłotówkę wzór 1975 bito do 1985 roku.

## Awers
W centralnym punkcie umieszczono godło – orła bez korony, poniżej rok bicia, dookoła napis „POLSKA RZECZPOSPOLITA LUDOWA”, a na monetach bitych od 1979 w Warszawie pod łapą orła pojawił się znak mennicy.

## Rewers
Na tej stronie monety znajduje się napis „5 ZŁ”, na samym dole, wyłącznie na monetach bitych w Leningradzie, umieszczono znak projektanta J.M-N.

## Nakład
Monetę bito w mosiądzu na krążku o średnicy 24 mm, masie 5 gramów, z rantem ząbkowanym, według projektu Józefa Markiewicza-Nieszcza, w mennicach w Leningradzie i Warszawie. Nakłady monety w poszczególnych latach przedstawiały się następująco:
| Rocznik         | Mennica   | Znak mennicy | Nakład (sztuk) | Uwagi                                                                      |
| --------------- | --------- | ------------ | -------------- | -------------------------------------------------------------------------- |
| 5 złotych 1975  | Leningrad |              | 25 000 000     |                                                                            |
| 5 złotych 1976  | Leningrad |              | 60 000 000     |                                                                            |
| 5 złotych 1977  | Leningrad |              | 50 000 000     |                                                                            |
| 5 złotych 19781 | ?         | ?            | ?              |                                                                            |
| 5 złotych 1979  | Warszawa  | MW           | 5 097 500      | istnieją monety wybite stemplem lustrzanym2 (nakład 5000 sztuk)            |
| 5 złotych 1980  | Warszawa  | MW           | 10 100 000     | istnieją monety wybite stemplem lustrzanym (nakład 5000 sztuk)             |
| 5 złotych 1981  | Warszawa  | MW           | 4 007 600      | istnieją monety wybite stemplem lustrzanym (nakład 5000 sztuk)             |
| 5 złotych 1982  | Warszawa  | MW           | 25 379 000     | istnieją monety wybite stemplem lustrzanym (nakład 5000 sztuk)             |
| 5 złotych 1983  | Warszawa  | MW           | 30 530 602     |                                                                            |
| 5 złotych 1984  | Warszawa  | MW           | 85 597 600     | istnieją odmiany z napisem przybliżonym albo oddalonym od rantu na awersie |
| 5 złotych 1985  | Warszawa  | MW           | 20 500 800     |                                                                            |

gdzie:
1 – znana z próbnej wersji miedzioniklowej
2 – bicia roczników stemplem lustrzanym wykonano w Mennicy Państwowej na początku lat 90. XX w. w ramach emisji zestawów rocznikowych monet PRL z lat  1979, 1980, 1981, 1982, 1986, 1987, 1988, 1989, 1990

## Opis
W drugiem połowie lat osiemdziesiątych XX w., ze względu na ujednolicenie wzoru awersu monet obiegowych, została zastąpiona pięciozłotówką wzór 1986.
Do dnia denominacji z 1 stycznia 1995, moneta krążyła w obiegu razem z pięciozłotówką aluminiową wzór 1958, o średnicy 29 mm, od:
- 1986 r., z pięciozłotówką mosiężną wzoru 1986, o identycznych parametrach metrologicznych (średnicy 24 mm), a od
- 28 grudnia 1988 r., pięciozłotówką aluminiową wzór 1989, o średnicy 20 mm.

W początkowym okresie w literaturze przedmiotu nie pisano o monecie 5 złotych 1978. Jeszcze w latach dziewięćdziesiątych XX w. została ona jednak włączona do zestawień publikowanych w katalogach, bez podawania wielkości nakładu. Nie ma jednak żadnych oficjalnych informacji ani z Narodowego Banku Polskiego, ani z jakiejkolwiek mennicy, potwierdzających wybicie takiej monety. Na rynku kolekcjonerskim spotyka się czasami 5 złotych 1978 bez znaku mennicy, które jest zazwyczaj przeróbką wcześniejszych roczników, poprzez wklejenie cyfry 8 wyciętej z egzemplarzy z lat osiemdziesiątych. W 2019 r. moneta w wersji próbnej miedzioniklowej, ze znakiem mennicy warszawskiej, pojawiła się na 8. aukcji Gabinetu Numizmatycznego Damiana Marciniaka (pozycja 2457). W 2020 roku na aukcji Rzeszowskiego Domu Aukcyjnego pojawił się i został sprzedany egzemplarz obiegowy rocznika 1978 z certyfikatem firmy NGC.

## Wersje próbne
Istnieje wersja tej monety należąca do serii próbnych w niklu (1979) z wypukłym napisem „PRÓBA”, wybita w nakładzie 500 sztuk.
W 2006 roku na 35. aukcji Warszawskiego Centrum Numizmatycznego pod numerem 691 po raz pierwszy pojawił się konkurencyjny projekt Wacława Kowalika pięciozłotówki z 1975 r., niewprowadzony do obiegu, który nie ma swojego odpowiednika w serii monet próbnych niklowych.